# Kaple svatého Floriána (Svinov)
Kaple svatého Floriána ve vsi Svinov je klasicistní sakrální objekt z roku 1827.

## Dějiny

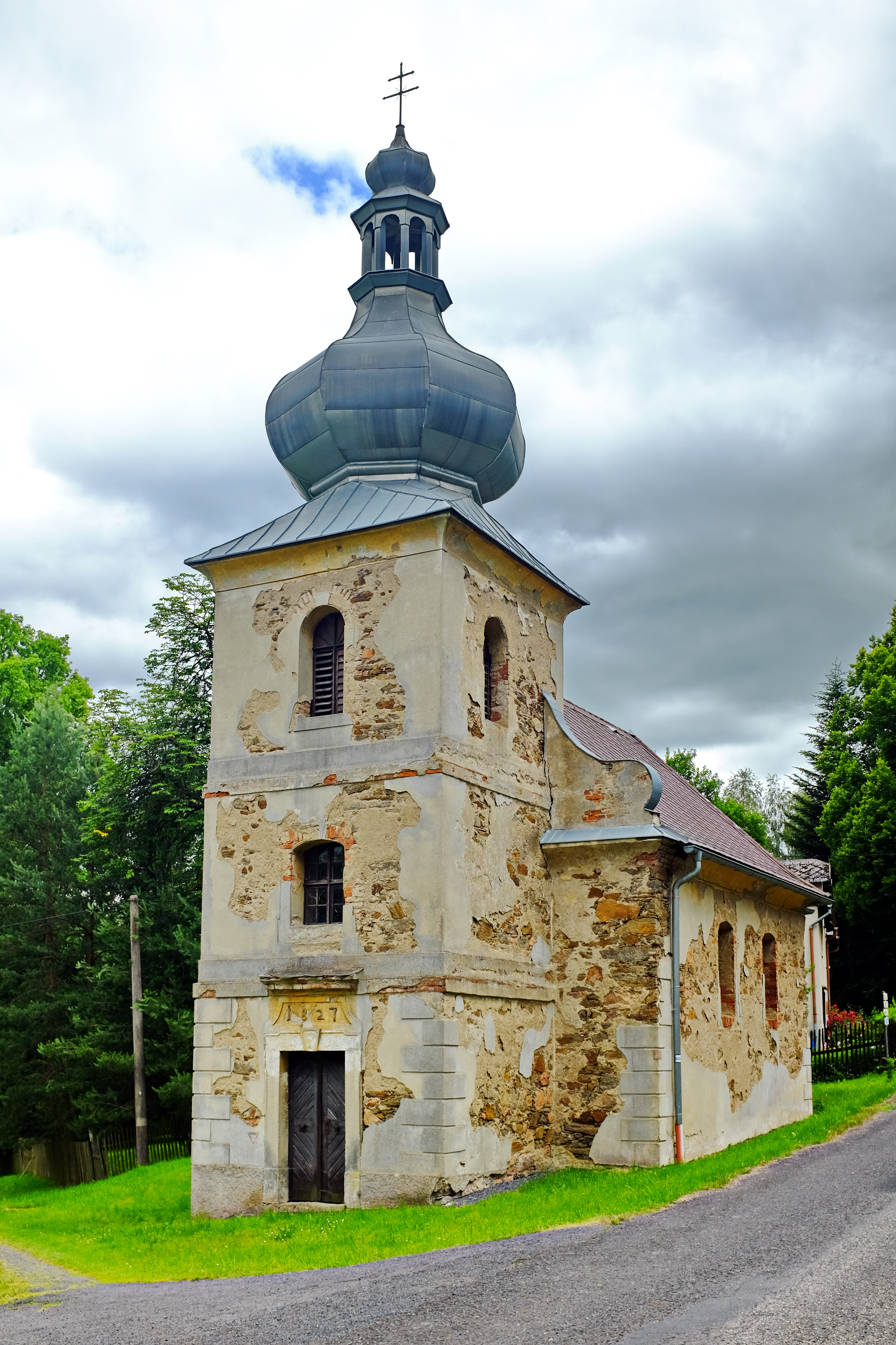
Kaple zepředu

Kaple byla postavena na návsi uprostřed vsi Svinov (německy Schwinau) podle návrhu architekta V. Brzoteckého na místě, kde stávala starší kaple.
Většinu tehdejšího obyvatelstva obce tvořilo německé etnikum. Po nuceném vysídlení německého obyvatelstva po roce 1945 přestala kaple plnit svůj účel, nebyla udržována a postupně zchátrala. Vnitřní i vnější zařízení opuštěné kaple bylo následně rozkradeno či zničeno.
V roce 2002 proběhla částečná rekonstrukce zchátralé kaple. Podle usnesení z jednání Rady Karlovarského kraje z 28. ledna 2013 byly vyčleněny finanční prostředky ve výši 50 000 Kč na odvodnění obvodových stěn kaple.

## Architektura
Je to klasicistní stavba obdélníkového půdorysu s předsazeným presbytářem na jihovýchodní straně objektu. Vstup do kaple skrze hranolovou věž s cibulovou střechou je ozdoben letopočtem 1827 na zdi nad kamenným klenákem. Někdejší ozdobné prvky exteriéru dnes již nejsou příliš patrné, zachovaly se jen jejich fragmenty.
Vnitřní prostor má formu prosté jednolodní stavby se zbytky nástropních maleb s menší dřevěnou kruchtou. V lodi dosud stojí dřevěné lavice.
V roce 1891 byly postaveny nové varhany rukou varhanáře Josefa Hillitzera, což připomíná nápis na jejich vnitřní stěně: „Am 3. März 1891 Verfertigt durch mich Josef (Hillitzer)“ (Dne 3. března 1891 vytvořil Josef Hillitzer).
O dva roky později byl postaven oltář svatého Floriána, vedle něhož původně stávala také socha světce. Na zadní straně oltáře jsou nápisy: “Renoviert zur Ehre Gottes von Karl Kutschka und den Eheleuten Johann und Anna Klupp 1893” (Obnoven ke slávě Boží Karlem Kutschkou a manželi Johannem a Annou Kluppovými roku 1893) a “F. J. Wurdak. Der Maler aus Mies” (F. J. Wurdak. Malíř ze Stříbra).